# ایوون آکی ساویرر
ایوون آکی ساویرر (انگلیسی: Yvonne Aki-Sawyerr؛ زادهٔ ۷ ژانویهٔ ۱۹۶۸) سیاست‌مدار اهل سیرالئون است.
وی همچنین برندهٔ جوایزی همچون ۱۰۰ زن بی‌بی‌سی شده‌است.
در ژانویه 2023، ایوان آکی سایرر قرار است برای یک دوره دیگر در انتخابات ژوئن 2023 نامزد شود..